# Mesoleptus gravabilis
Mesoleptus gravabilis là một loài tò vò trong họ Ichneumonidae.